# Eduardo Rosales
Eduardo Rosales y Gallinas (Madrid, 4 novembre 1836 – Madrid, 13 settembre 1873) è stato un pittore spagnolo, aderente al movimento italiano del Purismo e specializzato in scene storiche.

## Biografia
Eduardo Rosales nacque a Madrid il 4 novembre 1836. Secondo figlio di un funzionario minore, iniziò la sua istruzione nella Escuelas Pías de San Antón, una scuola privata gestita dagli Scolopi. Rimase orfano da adolescente e si trasferì nella casa dei suoi zii. Nel 1851 si iscrisse alla Real Academia de Bellas Artes de San Fernando di Madrid, dove studiò sotto Federico de Madrazo.

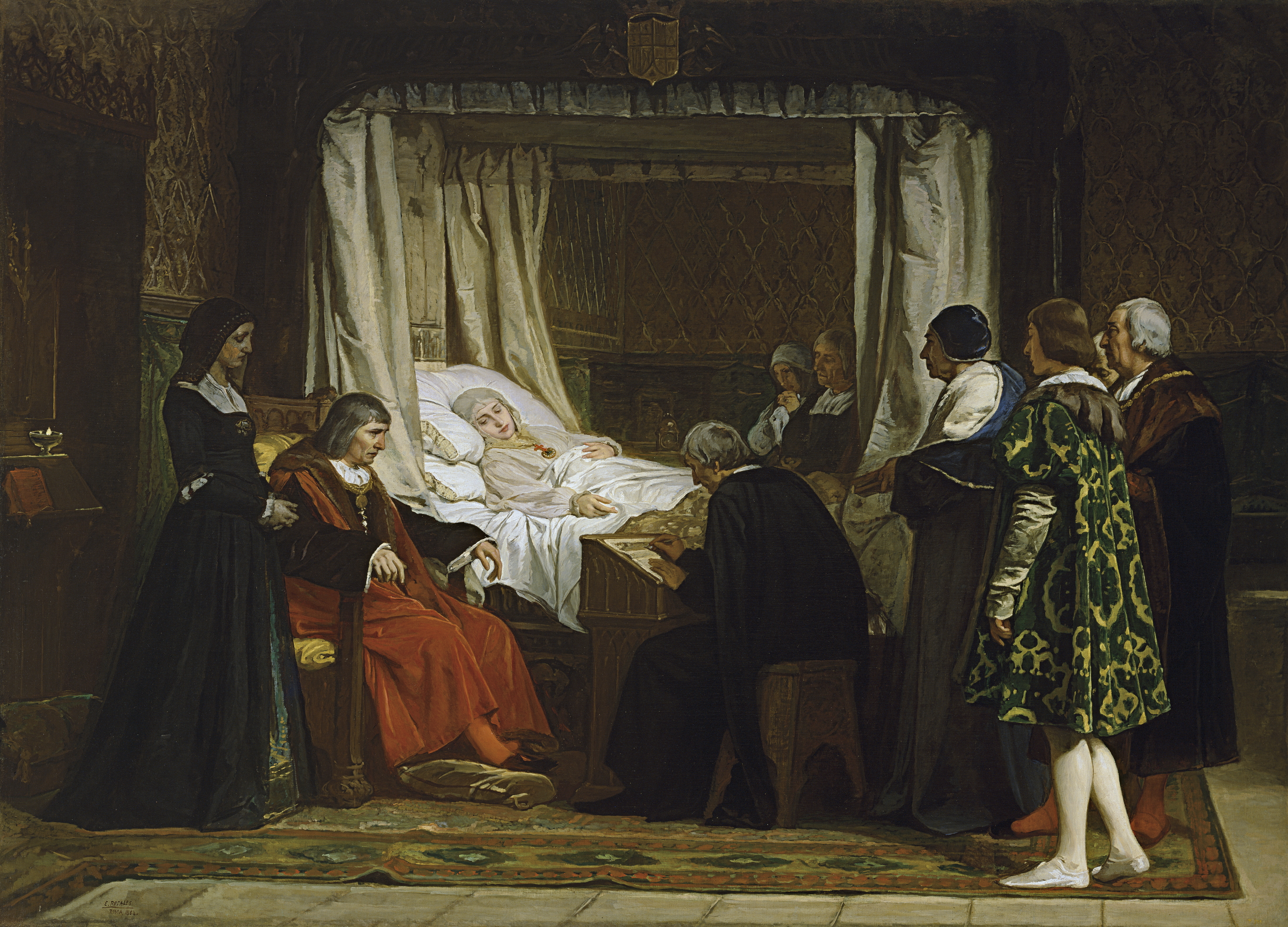
Il testamento della regina Isabella la Cattolica, 1864, olio su tela, 290×400 cm (Museo del Prado, Madrid, Spagna)

Nel 1857 Rosales, grazie ad amici e colleghi, tra cui i pittori Vicente Palmaroli e Luis Álvarez Catalá, fu in grado di viaggiare con loro in Italia, passando, tra l'altro, attraverso Bordeaux e Nîmes, dove fu colpito dai dipinti storici di Léon Cogniet e Paul Delaroche, prima di arrivare a Roma. Lì sopravvisse con difficoltà, senza una borsa di studio o altro sostegno finanziario, fino a quando non ricevette nel 1860 uno stipendio speciale dal governo per continuare i suoi studi. Si unì a un gruppo di pittori spagnoli che si radunavano nell'Antico Caffè Greco, che comprendeva José Casado del Alisal, Dióscoro Puebla e Marià Fortuny. Lì iniziò ad associarsi al movimento dei Nazareni, ma presto abbandonò questa tendenza e produsse la sua prima opera importante "Tobías y el angel" (Tobia e l'angelo).

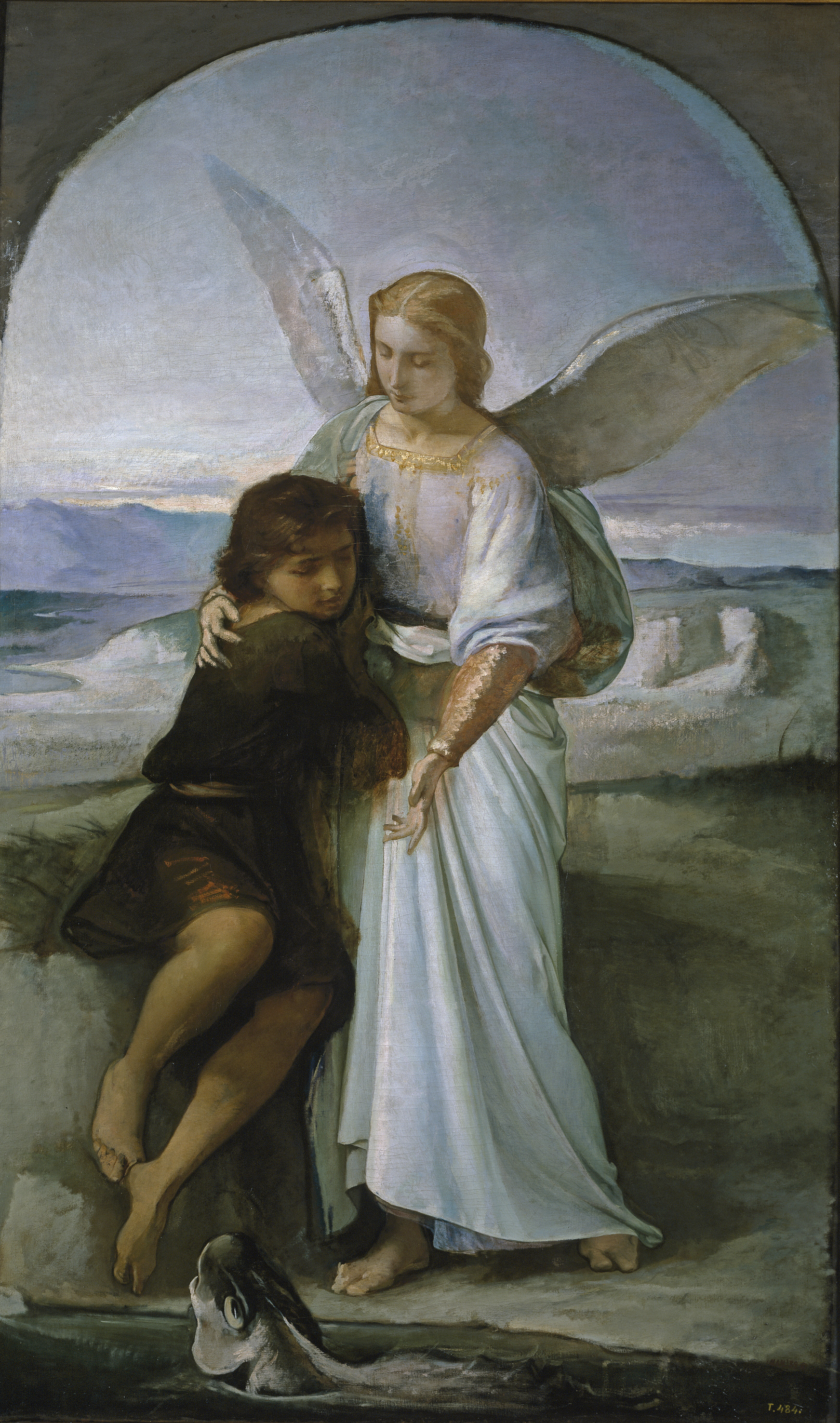
"Tobías y el angel" (Tobia e l'angelo), c. 1858-73, olio su tela, 198×118 cm (Museo del Prado, Madrid, Spagna)

Continuò a interessarsi allo sviluppo di uno stile più realistico, che trova l'apice nel suo lavoro più noto Il testamento della regina Isabella la Cattolica (Doña Isabel la Católica dictando su testamento). Portò l'opera all'Esposizione Universale (1867) a Parigi e successivamente tornò a Roma, dove ricevette un telegramma dai suoi amici Martín Rico e Raimundo de Madrazo dicendo loro che il dipinto era stato un successo eccezionale, ottenendo la prima medaglia d'oro per il lavoro di uno straniero. Fu anche nominato Cavaliere della Legion d'onore.

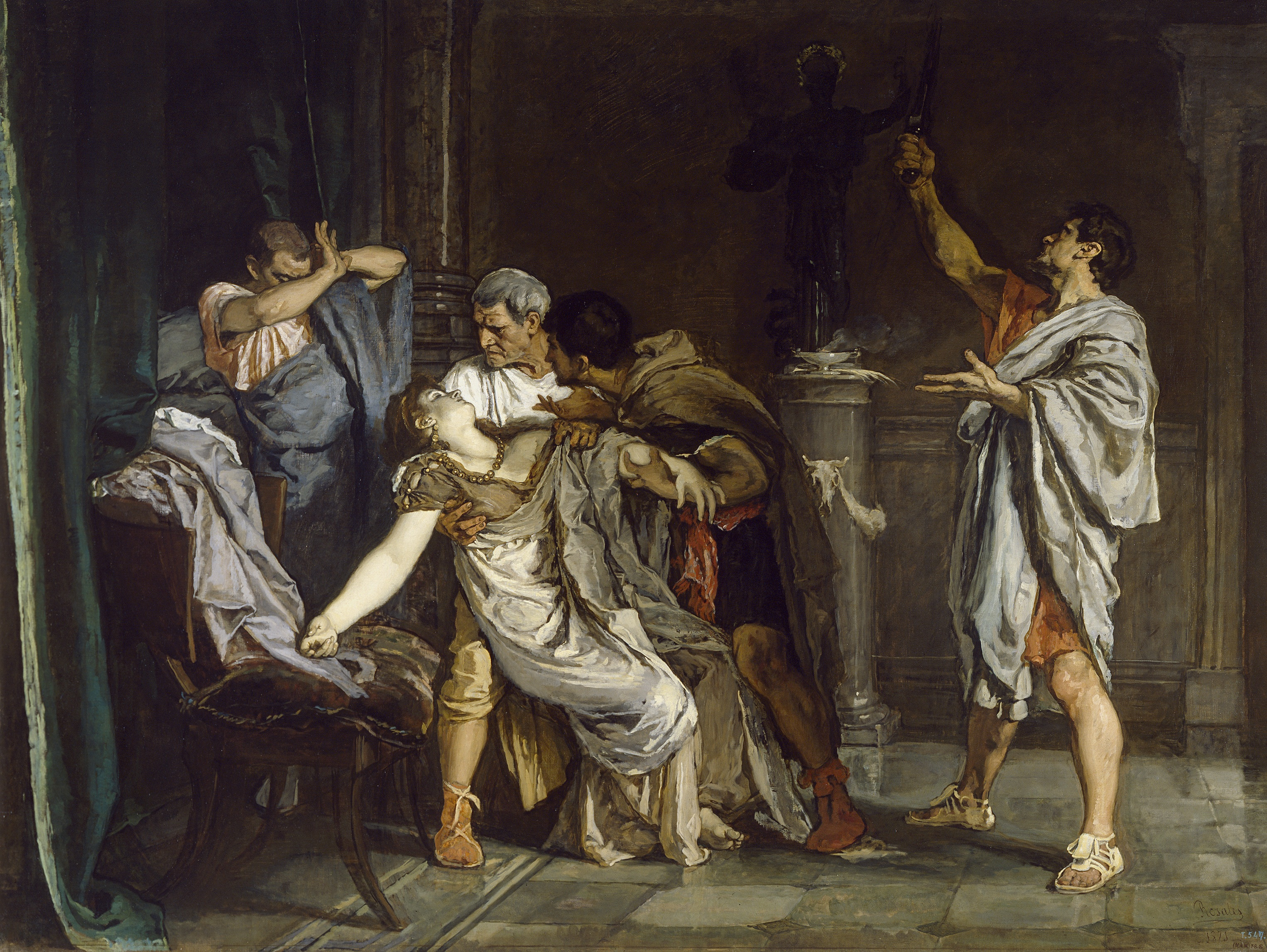
"La Muerte de Lucrecia" (La morte di Lucrezia), 1871, olio su tela, 258×347 cm (Museo del Prado, Madrid, Spagna)

Nel 1868 sposò sua cugina Maximina, dalla cui unione nacquero due figlie, Carlota ed Eloisa. In particolare, sua figlia Eloisa, che morì durante l'infanzia, è immortalata nel suo dipinto "Primeros pasos" (Primi passi). Lo stesso Rosales era in cattive condizioni di salute, aveva avuto la tubercolosi per molti anni e faceva frequenti visite a Panticosa nei Pirenei, dove l'acqua era famosa per le sue proprietà curative. Nel 1869 lasciò definitivamente Roma e aprì uno studio a Madrid. Le dure critiche che ricevette per la sua opera "La Muerte de Lucrecia" (La morte di Lucrezia) lo lasciarono molto scoraggiato e non dipinse mai più un'altra tela di grandi dimensioni.
Nel 1872, sperando di trovare un clima più favorevole alla sua salute, si trasferì a Murcia. Su dichiarazione della Prima Repubblica Spagnola, gli furono offerti incarichi presso il Museo del Prado, che respinse, e presso la nuova Accademia di Spagna a Roma, che accettò ma al cui incarico non poté mai adempiere, a causa del peggioramento delle sue condizioni di salute. Infatti, poco dopo, il 13 settembre 1873, morì a Madrid a soli 36 anni.
Sepolto inizialmente nel Cimitero di San Martin, in seguito i suoi resti furono trasferiti nel Pantheon degli Uomini Illustri dell'Associazione degli Scrittori e Artisti Spagnoli, nel Cimitero di San Justo.
Nel 1922, Madrid lo onorò con una statua commemorativa, realizzata dallo scultore Mateo Inurria e collocata in una strada che porta il suo nome, il Paseo del Pintor Rosales.